# Hermann Brunn
Pour les articles homonymes, voir Brunn.
Hermann Brunn (Rome, 1er août 1862 - Munich, 20 septembre 1939) est un mathématicien allemand.

## Biographie
Il est notamment connu pour les entrelacs brunniens, qu'il décrit dans un article rédigé en 1892,. L'appellation entrelacs brunnien est due à Rolfsen, mais Brunn s'est surtout intéressé aux manières de combiner ces entrelacs de façon à réaliser toute structure connective finie donnée arbitrairement à l'avance. Imparfaite, sa  démonstration de la possibilité d'une telle réalisation dans tous les cas sera reprise par Debrunner en 1961 et achevée par Kanenobu en 1984. 

## Travaux
- (de) Ueber Ovale und Eiﬂachen, Munich, Akademische Buchdruckerei von F. Straub,‎ 1887
- (de) « Topologische Betrachtungen », Zeitschrift für Mathematik und Physik, vol. 37,‎ 1892, p. 106-116